# رهاینهسن-پفالتس
رهاینهسن-پفالتس (به آلمانی: Regierungsbezirk Rheinhessen-Pfalz) یک رگیرونگسبتسیرک در آلمان است که در راینلاند-فالتس واقع شده‌است. رهاینهسن-پفالتس ۲٬۰۱۱٬۳۸۱ نفر جمعیت دارد.